# رود قره‌چای
قره‌چای رودی است که از ارتفاعات استان مرکزی و استان همدان سرچشمه گرفته و در مسیر خود به استان همدان وارد شده و در نهایت به دریاچه نمک می‌ریزد. سد الغدیر ساوه بر روی این رود قرار دارد. طول این رود ۵۴۰ کیلومتر است. نام ایرانی این رود پیش از نام ترکی آن، کلان‌رود بوده‌است. بر روی این رودخانه بندها و سدهای زیادی بنا شده‌است که مهم‌ترین آن‌ها سد الغدیر یا سد ساوه، سدخنداب، بند انحرافی اناج، بند انحرافی گوره‌زار است.
این رودخانه از دو رود تشکیل می‌شود و وسعت حوزه آبریز آن حدود ۲۳٬۹۲۱ کیلومتر مربع است. شاخه جنوب آن از کوه‌های سربند و راسوند و تالاب و عمارت و سراب‌های استان، عباس‌آباد، کله و نهرمیان سرچشمه می‌گیرد. این شاخه‌ها در محل پل دو آب به هم پیوسته، رود واحدی را به نام چرّا یا «شرا» تشکیل می‌دهند، پس از عبور از بخش چرّا با جهت جنوب به شمال به شاخه غربی قره چای می‌پیوندد.
شاخه غربی که از کوه‌های الوند همدان سرچشمه گرفته این رودخانه در انتهای بخش چرّا با رودخانه چرّا یکی شده و به طرف ساوه جریان پیدا می‌کند، در شهرستان فامنین رود قوری چای و کاهو چای را دریافت نموده و از روستای قره چای فامنین عبور می‌کند و سپس در ساوه نیز دو رود کوچک به نام‌های «سامان» و «یاتان» بهم پیوسته به نام رود مزلقان یا مزدقان وارد قره‌چای می‌شود.